# Diocesi di Montefiascone

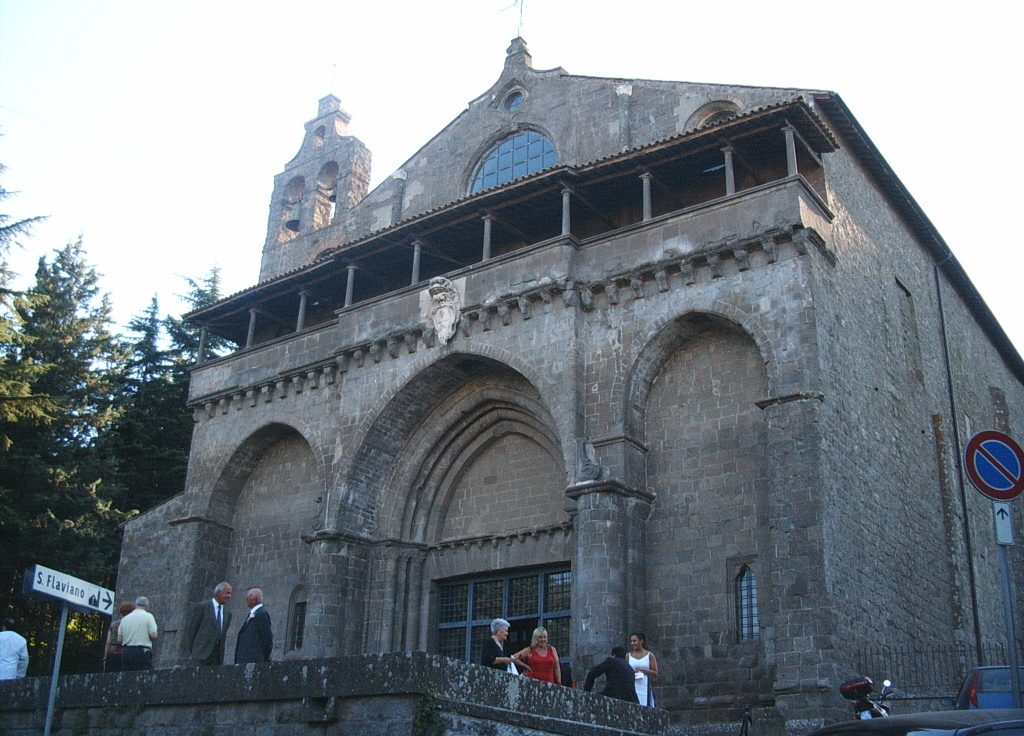
La basilica minore di San Flaviano a Montefiascone.

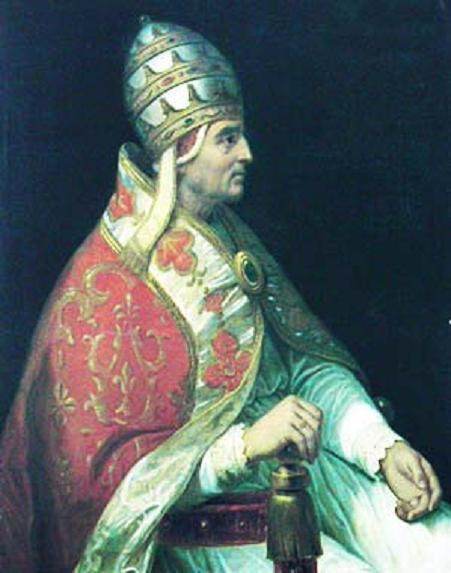
Papa Urbano V, fondatore della diocesi di Montefiascone nel 1369.

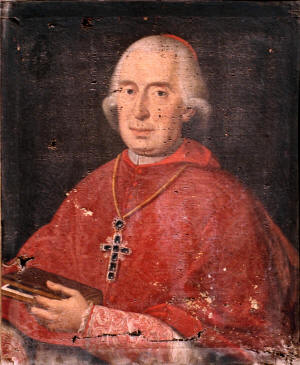
Giuseppe Garampi, vescovo di Montefiascone dal 1776 al 1792, fu prefetto dell'Archivio Segreto Vaticano, nunzio apostolico in Polonia e in Austria, cardinale del titolo dei Santi Giovanni e Paolo.

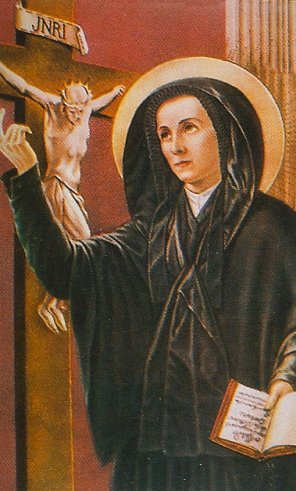
Lucia Filippini, nativa di Tarquinia e morta a Montefiascone nel 1732. Discepola del cardinale e vescovo falisco Marcantonio Barbarigo e collaboratrice di Rosa Venerini, fondò numerose scuole pie per fanciulle povere a Montefiascone, Bagnoregio, Tarquinia e molte altre, soprattutto nel Lazio e successivamente nell'intero Stato della Chiesa. È stata proclamata santa da papa Pio XI nel 1930.

La diocesi di Montefiascone (in latino: Dioecesis Faliscodunensis seu Montis Falisci) è una sede soppressa della Chiesa cattolica, dal 16 febbraio 1991 sede vescovile titolare.

## Territorio
La diocesi di Montefiascone comprendeva undici comuni della provincia di Viterbo, la maggior parte dei quali disposti a corona attorno al lago di Bolsena: Montefiascone, Marta, Capodimonte, Piansano, Valentano, Tessennano, Latera, Gradoli, Grotte di Castro, San Lorenzo, Arlena di Castro e Celleno; alla diocesi apparteneva anche Fastello, frazione di Viterbo.
Sede vescovile era la città di Montefiascone, dove fungeva da cattedrale la chiesa di Santa Margherita, elevata al rango di basilica minore da papa Pio XII nel 1943. Nella città episcopale si trova anche la basilica minore di San Flaviano.
Patrona della diocesi era santa Margherita di Antiochia, a cui papa Pio XI aggiunse nel 1933 santa Lucia Filippini.

### Parrocchie
Al momento della sua soppressione la diocesi comprendeva 20 parrocchie per poco più di 34.000 fedeli cattolici:
- Arlena di Castro: San Giovanni Battista;
- Capodimonte: Santa Maria Assunta;
- Celleno: San Donato;
- Gradoli: Santa Maria Maddalena;
- Grotte di Castro: San Pietro Apostolo, Santa Maria delle Colonne;
- Latera: San Clemente I papa;
- Marta: Santi Marta e Biagio;
- Montefiascone: Santa Margherita, San Flaviano, Santa Maria del Giglio (Zepponami), San Giuseppe (Le Mosse), Corpus Domini (Le Coste);
- Piansano: San Bernardino da Siena;
- San Lorenzo Nuovo: San Lorenzo martire;
- Tessennano: San Felice martire;
- Valentano: San Giovanni apostolo ed evangelista, Santa Maria della Salute, Sant'Agapito e Santissima Annunziata (Villa Fontane);
- Viterbo: Santa Lucia Filippini (Fastello).

## Storia
Nel 1368 papa Urbano V, dopo quasi sessant'anni di residenza pontificia in Francia, ad Avignone, decise di riportare a Roma la sede del papato, grazie anche alla campagna di ristabilimento del potere pontificio sui territori dello Stato della Chiesa condotta dal cardinale Egidio Albornoz negli anni 1352-1357. Dal porto di Corneto (l'odierna Tarquinia) era giunto a Roma, dove in una decrepita basilica lateranense celebrò la prima Messa di un papa a Roma dopo quasi sessant'anni.
L'opera di pacificazione dell'Albornoz si rivelò insufficiente e il Papa dovette presto abbandonare una Roma sconvolta dai tumulti e riparò a Montefiascone, città fedele da sempre al Papa, sede di una delle rettorie dello Stato pontificio, quella del Patrimonio di San Pietro in Tuscia, e per questo ben fortificata. In ringraziamento di questa fedeltà, Urbano V, con la bolla Cum illius del 31 agosto 1369, conferì al castrum di Montefiascone la qualifica di civitas con tutte le libertà che ne derivavano ed eresse la diocesi di Montefiascone, elevando a cattedrale la chiesa dedicata a santa Margherita di Antiochia, vergine e martire, patrona della città.
Il territorio della nuova diocesi fu ricavato da quello delle diocesi circostanti (Viterbo e Tuscania, Orvieto e Castro): la città di Montefiascone fu staccata dalla diocesi di Bagnoregio.
Il primo vescovo fu l'agostiniano francese Pierre de Anguiscen, che venne deposto nel 1378 da papa Urbano VI, perché diede il suo appoggio all'antipapa Clemente VII agli inizi dello scisma d'Occidente. Attorno al 1410 fu nominato vescovo di Montefiascone Antonio di Anagni, che, primo di una lunga serie, ricoprì importanti incarichi nello Stato pontificio, tra cui quelli di giudice del Patrimonio per gli affari spirituali, legato pontificio in Emilia, rettore di Amelia e di Terni, legato pontificio presso la regina Giovanna di Napoli.
Il 5 dicembre 1435, per accondiscendere al desiderio del cardinale Giovanni Maria Vitelleschi, papa Eugenio IV con la bolla In supremae dignitatis eresse la diocesi di Corneto unendola in perpetuo a Montefiascone, benché i territori delle due diocesi non fossero contigui.
Tra i primi presuli delle sedi unite di Montefiascone e Corneto si ricorda in particolare Bartolomeo Vitelleschi, nipote di Giovanni Vitelleschi; dopo la morte violenta dello zio (1442), fuggì a Siena e chiese la protezione dell'antipapa Felice V, che lo creò cardinale; per questo motivo il legittimo pontefice Eugenio IV lo depose dalla carica di vescovo. Finito lo scisma, Bartolomeo si riconciliò col papa e riottenne la cattedra di Montefiascone e Corneto. Si impegnò nella pubblicazione e nell'applicazione delle "Costituzioni diocesane", relative alla disciplina del clero.
Al vescovo e cardinale Domenico della Rovere si deve l'inizio della ricostruzione della cattedrale di Montefiascone, nel 1483; i lavori durarono quasi due secoli e furono funestati da un incendio nel 1670, che contribuì ad accelerare i lavori, fino al loro compimento e alla consacrazione della chiesa il 16 dicembre 1674.
Dal 1499 al 1601, cioè in poco più di cent'anni, le diocesi furono affidate a quattordici prelati, molti dei quali semplici amministratori apostolici; solo due morirono in sede. Tra questi si ricordano in particolare: Alessandro Farnese, che in seguito divenne papa con il nome di Paolo III; Ranuccio Farnese, che a nove anni (1519) fu nominato amministratore delle due diocesi senza mai essere consacrato; non mise mai piede a Montefiascone rimanendo a Roma per continuare i suoi studi, finché nel 1528 rinunciò allo stato clericale per sposarsi. La fine del XVI secolo è segnata dal lungo episcopato di Girolamo Bentivoglio (1580-1601), a cui si deve la celebrazione dei primi sinodi diocesani per l'applicazione dei decreti del concilio di Trento: il primo fu celebrato nel 1591, poi ne seguirono altri otto, indetti ogni anno dal 1593 al 1600.
Nel 1647 il vescovo Gasparo Cecchinelli fondò il Monte di pietà di Montefiascone con l'iscopo di soccorrere i poveri ed i bisognosi, mediante prestiti a interesse contro pegno. Questa secolare istituzione ebbe termine nel 1954 con la sua messa in liquidazione.
Nel 1666 il vescovo Paluzzo Paluzzi Altieri degli Albertoni istituì il seminario diocesano nei locali annessi alla chiesa di San Bartolomeo. Ma a causa delle scarse rendite, il seminario ebbe vita difficile; il successivo vescovo, Domenico Massimo (1671-1685), non sembra si sia occupato del seminario e la chiesa di San Bartolomeo fu profanata e ridotta a granaio. Si deve a Marco Antonio Barbarigo (1687-1706) la rinascita del seminario vescovile: il nuovo prelato infatti fece ricostruire dalle fondamenta l'antico edificio, che dotò di una ricca biblioteca e di una tipografia. Quest'ultima rimase di proprietà della diocesi fino al 1891, ed è ancora attiva al giorno d'oggi.
Tra i vescovi che più di altri contribuirono ad arricchire la biblioteca del seminario ci furono i cardinali Giuseppe Garampi (1776-1792)  e Jean-Siffrein Maury (1794-1816). Garampi, prima di essere nominato alle sedi di Montefiascone e Corneto, occupò la carica di prefetto dell'Archivio Segreto Vaticano dove si impegnò nella compilazione di indici, inventari e cataloghi, tra cui il noto "schedario Garampi", ancor oggi utilizzati dagli studiosi. A Montefiascone, trasformò il palazzo vescovile in una immensa biblioteca e dotò quella del seminario di «preziosi codici, alcuni fogli membranacei miniati, due Salteri, molte  opere di teologia e di filosofia, la Bibbia poliglotta del Walton e la celebre e rarissima opera, il Thesaurum Hebraicum dell'Ugolini». Jean-Siffrein Maury era originario della Francia, da cui dovette fuggire per la sua opposizione alla Costituzione civile del clero; nel 1794 fu creato cardinale e vescovo di Montefiascone e Corneto, ma in seguito aderì al partito napoleonico e per questo motivo fu richiamato in Francia per importanti incarichi diplomatici. Non dimenticò tuttavia il suo vescovado e la biblioteca del seminario, di cui continuò ad occuparsi: «Simile biblioteca - scriveva nel 1807 - è rara in Italia e deve formare degli uomini, purché ne usino e non vi si commetta alcun furto».
Il primo vescovo dell'Ottocento fu Bonaventura Gazola (1820-1832), già vescovo di Cervia, che si impegnò per garantire economicamente il funzionamento del seminario. Il vescovo Gabriele Ferretti «era ambasciatore del papa a Napoli presso Ferdinando II, re delle Due Sicilie, quando fu designato vescovo il 19 maggio 1837. Rimase ancora a Napoli, dove era intanto scoppiata una pestilenza, per portare soccorso agli appestati: nel frattempo fu trasferito alla diocesi di Fermo e perciò non venne mai a Montefiascone.» Il successivo vescovo Filippo de Angelis (1838-1842) riparò il palazzo episcopale e la curia diocesana, consolidò la disciplina del seminario e vi istituì tre nuove cattedre (storia ecclesiastica, eloquenza e liturgia); il 2 ottobre 1841 accolse a Montefiascone papa Gregorio XVI in visita alla città.
Il 14 giugno 1854 papa Pio IX separò le sedi vescovili di Corneto e di Montefiascone, dopo oltre cinque secoli di vita comune; la diocesi di Corneto fu unita alla neoeretta diocesi di Civitavecchia. Il primo vescovo della sola sede di Montefiascone fu Luigi Jona (1854-1863), che il 3 settembre 1857 accolse Pio IX in visita alla città. Luigi Rotelli, vescovo dal 1878 al 1882, fu l'ultimo vescovo di Montefiascone ad ottenere la porpora cardinalizia.
La prima metà del Novecento è segnata dall'episcopato di Giovanni Rosi, il più lungo della storia falisca, avendo governato la diocesi per 41 anni dal 1910 al 1951: promosse la diffusione dell'Azione cattolica in tutte le parrocchie della diocesi, indisse un congresso catechistico nel 1927 e l'anno successivo un congresso eucaristico diocesano, curò in particolare il seminario e la disciplina del clero della sua diocesi. Durante il suo episcopato venne canonizzata Lucia Filippini (1930), che nel 1933 papa Pio XI dichiarò patrona della diocesi.
Il 14 giugno 1951 Luigi Boccadoro fu nominato vescovo di Montefiascone e di Acquapendente, unendo così in persona episcopi le due sedi; l'8 giugno 1970 divenne vescovo anche di Viterbo e Tuscania e l'anno successivo amministratore apostolico della diocesi di Bagnoregio. In questo modo, nella sua persona, furono riunite tutte le diocesi dell'alto Lazio, primo passo di un lungo processo di unificazione che avrà il suo compimento il 27 marzo 1986, quando papa Giovanni Paolo II, con la bolla Qui non sine, soppresse la diocesi di Montefiascone e ne unì il territorio a quello della diocesi di Viterbo.
Dal 16 febbraio 1991 Montefiascone è annoverata fra le sedi vescovili titolari della Chiesa cattolica; dal 28 febbraio 2017 l'arcivescovo, titolo personale, titolare è Fabio Fabene, segretario del Dicastero delle cause dei santi.

## Cronotassi dei vescovi

### Vescovi di Montefiascone
- Pierre de Anguiscen O.E.S.A. † (agosto 1369 ?[12] - 9 novembre 1378 deposto)
- Nicola Scarinci † (1379 - 1398 deceduto)
- Antonio de Porziani † (18 agosto 1398 - 27 febbraio 1404 nominato vescovo di Sora)
- Andrea Galeazzi, O.F.M. † (27 febbraio[13] 1404 - 1410 deceduto)
- Antonio di Anagni † (circa 1410 - 28 febbraio 1429 nominato vescovo di Todi)
- Domenico, O.Cist. † (28 febbraio 1429 - 1432 deceduto)
- Pietro Antonio, O.Praem. † (26 settembre 1432 - 1435 deceduto)

### Vescovi di Montefiascone e Corneto
- Pietro dall'Orto † (12 dicembre 1435 - 6 marzo 1438 nominato vescovo di Massa e Populonia)
  - Valentino † (1438) (vescovo eletto)[14]
- Bartolomeo Vitelleschi † (17 marzo 1438 - 23 marzo 1442 deposto)
- Francesco Marerio † (23 marzo 1442 - 1449 deceduto)
- Bartolomeo Vitelleschi † (21 luglio 1449 - 13 dicembre 1463 deceduto) (per la seconda volta)
- Angelo Vitelleschi † (1464 - ?)
- Gisberto Tolomei † (1467 - 1479 deceduto)[15]
- Domenico della Rovere † (24 agosto 1479[16]  - 22 aprile 1491 dimesso)
- Serafino Panuflazio † (1491 - 1496 deceduto)
- Giovanni Tolomei † (1496 - 27 aprile 1499 deceduto)
- Alessandro Farnese † (28 aprile 1499[17] - 23 marzo 1519 dimesso, poi eletto papa con il nome di Paolo III)
  - Lorenzo Pucci † (23 marzo 1519 - 13 aprile 1519 dimesso) (amministratore apostolico)
  - Ranuccio Farnese † (13 aprile 1519 - 1528 dimesso) (amministratore apostolico)
  - Guido Ascanio Sforza † (12 novembre 1528 - 1548 dimesso) (amministratore apostolico)
- Ubaldino Bandinelli † (4 giugno 1548 - circa 1550 dimesso)
  - Guido Ascanio Sforza † (circa 1550 - 1551 dimesso) (amministratore apostolico, per la seconda volta)
- Achille Grassi † (21 agosto 1551 - 1553 dimesso)
  - Guido Ascanio Sforza † (1553 - 1555 dimesso) (amministratore apostolico, per la terza volta)
- Carlo Grassi † (20 dicembre 1555 - 25 marzo 1571 deceduto)
  - Alessandro Farnese il Giovane † (1571 - 22 agosto 1572 dimesso) (amministratore apostolico)
- Ferdinando Farnese † (27 agosto 1572 - 30 marzo 1573 nominato vescovo di Parma)
- Francesco Guinigi † (8 aprile 1573 - giugno 1578 deceduto)
- Vincenzo Fucheri † (29 giugno 1578 - agosto 1580 deceduto)
- Girolamo Bentivoglio † (7 ottobre 1580 - 12 aprile 1601 deceduto)
- Paolo Emilio Zacchia † (14 maggio 1601 - 31 maggio 1605 deceduto)
- Laudivio Zacchia † (17 agosto 1605 - 13 maggio 1630 dimesso)
- Gasparo Cecchinelli † (13 maggio 1630 - 7 marzo 1666 deceduto)
- Paluzzo Paluzzi Altieri degli Albertoni † (29 marzo 1666 - 19 maggio 1670 nominato arcivescovo di Ravenna)
- Domenico Massimo † (18 marzo 1671 - 31 dicembre 1685 deceduto)
- Marcantonio Barbarigo † (7 luglio 1687 - 26 maggio 1706 deceduto)
- Sebastiano Pompeo Bonaventura † (15 novembre 1706 - 26 aprile 1734 deceduto)
- Pompeo Aldrovandi † (9 luglio 1734 - 6 gennaio 1752 deceduto)
- Saverio Giustiniani † (14 gennaio 1754 - 13 gennaio 1771 deceduto)
- Francesco Maria Banditi, C.R. † (30 marzo 1772 - 26 maggio 1775 dimesso)
- Giuseppe Garampi † (20 maggio 1776 - 4 maggio 1792 deceduto)
- Jean-Siffrein Maury † (21 febbraio 1794 - 24 marzo 1816 dimesso)
  - Sede vacante (1816-1820)
- Bonaventura Gazola, O.F.M.Ref. † (21 febbraio 1820 - 29 gennaio 1832 dimesso)
- Giuseppe Maria Velzi, O.P. † (2 luglio 1832 - 23 novembre 1836 deceduto)
- Gabriele Ferretti † (19 maggio 1837 - 2 ottobre 1837 nominato arcivescovo di Fermo)
- Filippo de Angelis † (15 febbraio 1838 - 27 gennaio 1842 nominato arcivescovo di Fermo)
- Nicola Mattei Baldini † (27 gennaio 1842 - 23 ottobre 1843 deceduto)
- Niccola Clarelli Parracciani † (22 gennaio 1844 - giugno 1854 dimesso)

### Vescovi di Montefiascone
- Luigi Jona † (23 giugno 1854 - 30 novembre 1863 deceduto)
  - Sede vacante (1863-1867)[18]
- Giuseppe Maria Bovieri † (22 febbraio 1867 - 22 aprile 1873 deceduto)
- Concetto Focaccetti † (25 luglio 1873 - 15 luglio 1878 nominato vescovo di Acquapendente)
- Luigi Rotelli † (15 luglio 1878 - 22 dicembre 1882 dimesso)
- Luciano Gentilucci † (15 marzo 1883 - 29 novembre 1895 nominato vescovo di Fabriano e Matelica)
- Domenico Rinaldi † (29 novembre 1895 - 21 aprile 1907 deceduto)
- Domenico Mannaioli † (10 agosto 1907 - 6 agosto 1910 dimesso)
- Giovanni Rosi † (19 dicembre 1910 - 5 aprile 1951 deceduto)
- Luigi Boccadoro † (14 giugno 1951 - 27 marzo 1986 nominato vescovo di Viterbo)

### Vescovi titolari
- Gerald Richard Barnes (28 giugno 1992 - 28 dicembre 1995 nominato vescovo di San Bernardino)
- Jozef Zlatňanský † (11 giugno 1997 - 11 febbraio 2017 deceduto)
- Fabio Fabene, dal 28 febbraio 2017

## Statistiche
| anno | popolazione | popolazione | popolazione | presbiteri | presbiteri | presbiteri | presbiteri                | diaconi | religiosi | religiosi | parrocchie |
| anno | battezzati  | totale      | %           | numero     | secolari   | regolari   | battezzati per presbitero | diaconi | uomini    | donne     | parrocchie |
| ---- | ----------- | ----------- | ----------- | ---------- | ---------- | ---------- | ------------------------- | ------- | --------- | --------- | ---------- |
| 1950 | 40.000      | 40.000      | 100,0       | 69         | 50         | 19         | 579                       |         | 29        | 150       | 21         |
| 1970 | ?           | 34.166      | ?           | 49         | 40         | 9          | ?                         |         | 13        | 17        | 20         |
| 1980 | 34.178      | 34.188      | 100,0       | 54         | 45         | 9          | 632                       |         | 12        | 102       | 20         |